# Cimetière de Montfort-l'Amaury
Le cimetière de Montfort-l'Amaury est le cimetière du village de Montfort-l'Amaury dans le département des Yvelines, en France.

## Historique
L'ancien cimetière se trouvant autour de l'église a été fermé au XVIe siècle et déplacé un peu plus au nord, entre la rue Saint-Nicolas, la rue Amaury et la ruelle des Fossés. Il a la particularité d'être entouré de galeries couvertes, qui servaient de charnier, où se trouvent plusieurs chapelles familiales aux saillies. Les galeries sud et nord datent du XVIe siècle, celle du côté est, du XVIIe siècle. Elles forment un cloître et sont classées au titre des monuments historiques par liste de 1875. On remarque le long des enceintes des stèles du XIXe siècle, ainsi qu'un buste de Maurice Ravel qui vécut à Montfort-l'Amaury et dont la maison est aujourd'hui un musée.
On entre au cimetière par une porte d'architecture gothique. Le cimetière à ciel ouvert est quant à lui étagé en terrasses, la plus haute étant la plus récente.

## Personnalités inhumées
- Céleste Albaret, née Gineste (1891-1984), gouvernante de Marcel Proust. Elle repose aux côtés de son époux Odilon Albaret (1884-1960), chauffeur de l'écrivain, et de sa sœur Marie Gineste qui fut aussi domestique de l'écrivain.
- Charles Aznavour (1924-2018), auteur-compositeur-interprète, acteur et écrivain franco-arménien.
- Germaine Beaumont, née Battendier (1890-1983), femme de lettres, présidente du jury Fémina.
- Charles de Biancour (1762-1837) et son fils Félix de Biancour (1836-1891), respectivement député de Seine-et-Oise sous la Restauration et préfet de l'Ardèche (monarchiste) de 1875 à 1876, puis de l'Allier en 1877. Ils reposent au pied de l'autel de leur chapelle familiale de la galerie nord.
- Georges Blache (1921-1988), commissaire-priseur et auteur d'ouvrages d'histoire de l'art.
- Edgar Demange (1841-1925), avocat du capitaine Dreyfus.
- Adolphe de Dion (1823-1909), châtelain et historien local, frère d'Henri de Dion.
- Georges Garvarentz, connu aussi sous le pseudonyme Georges Diram Wem (1932-1993), compositeur franco-arménien. Il repose dans la même chapelle funéraire que Charles Aznavour (son ancien beau-frère).
- Thierry Gilardi (1958-2008), journaliste sportif à la télévision.
- Comte Louis Groult des Rivières (1743-1832), maréchal de camp sous la Restauration, châtelain de Morville.
- Denise Launay, née Yvon (1906-1993), organiste et musicologue.
- Jean Marchat (1902-1966), comédien, sociétaire de la Comédie-Française.
- Georges Marchal (1920-1997), acteur.
- François Petau de Maulette (1742-1805), mousquetaire, député de la noblesse en 1789. Il repose dans l'imposante chapelle familiale.
- Jean-Pierre Rassam (1941-1985), producteur de cinéma, qui repose auprès de sa sœur, Anne-Marie Rassam (1944-1997), ancienne épouse de Claude Berri, et du fils de celle-ci, l'acteur Julien Rassam (1968-2002).
- Dany Robin (1927-1995), actrice, première épouse de Georges Marchal, ainsi que son second mari, Michael Sullivan, qui repose dans la même tombe.

## Galerie

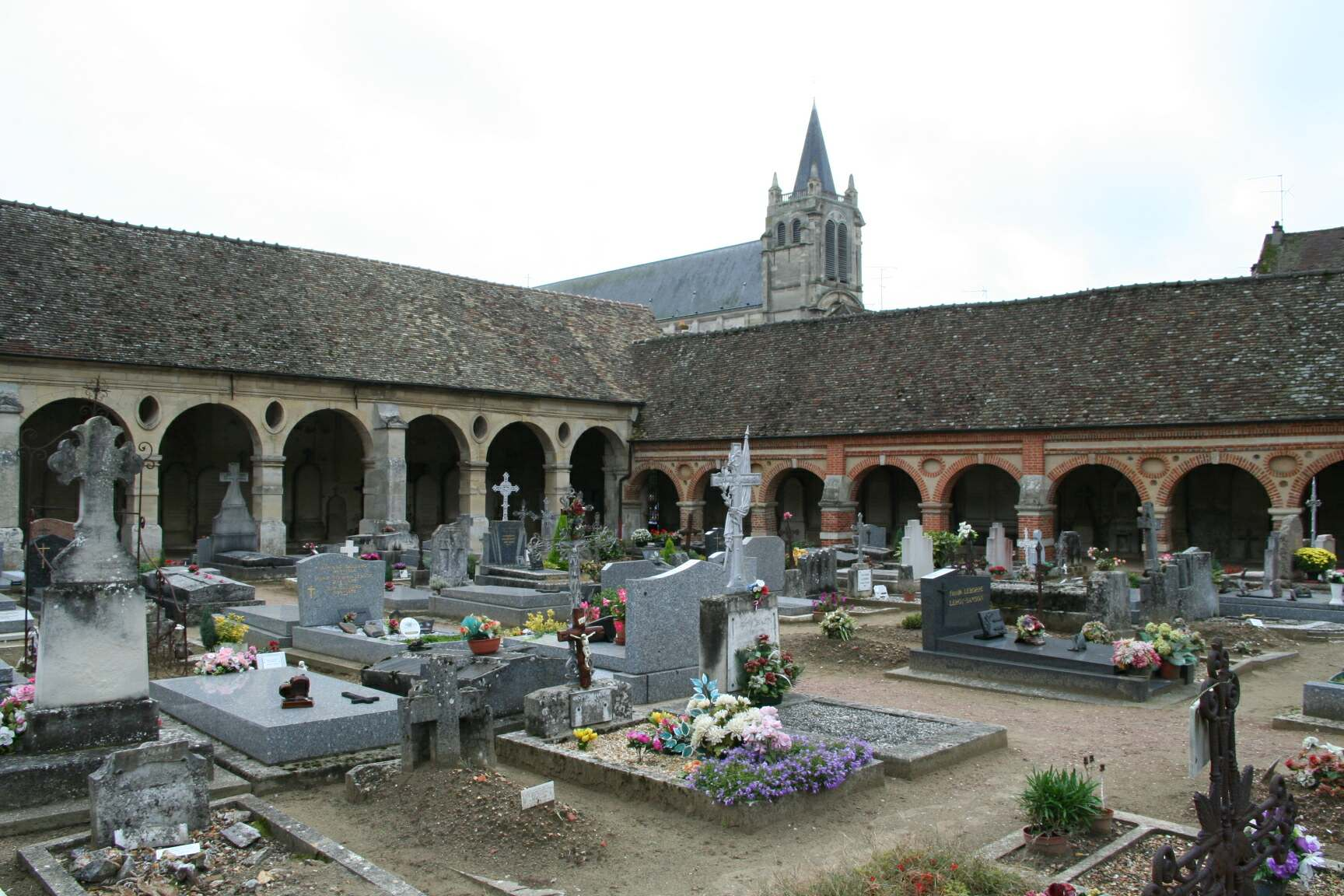
Vue d'ensemble du cimetière en fond, l'église.
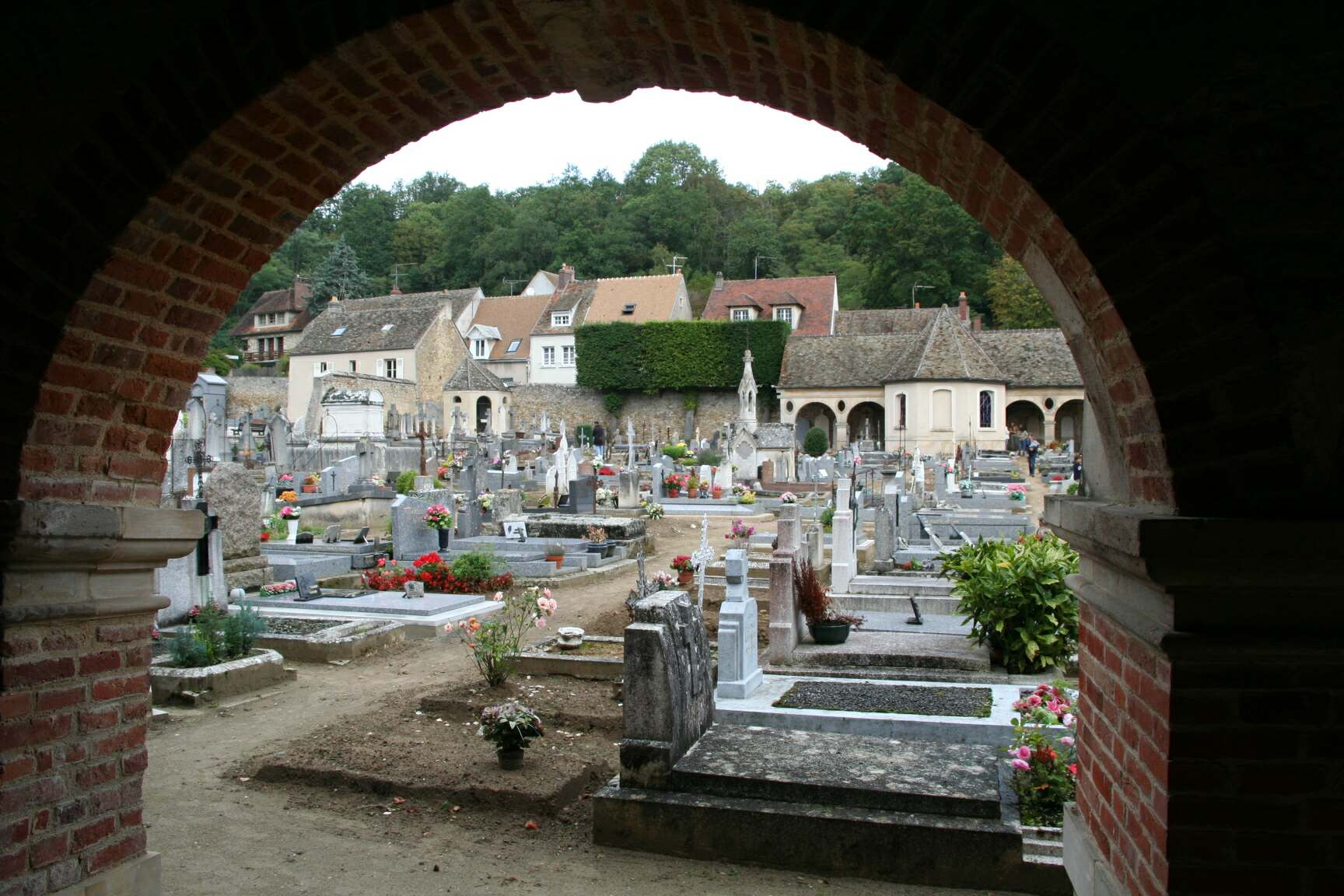
Vue du cimetière.
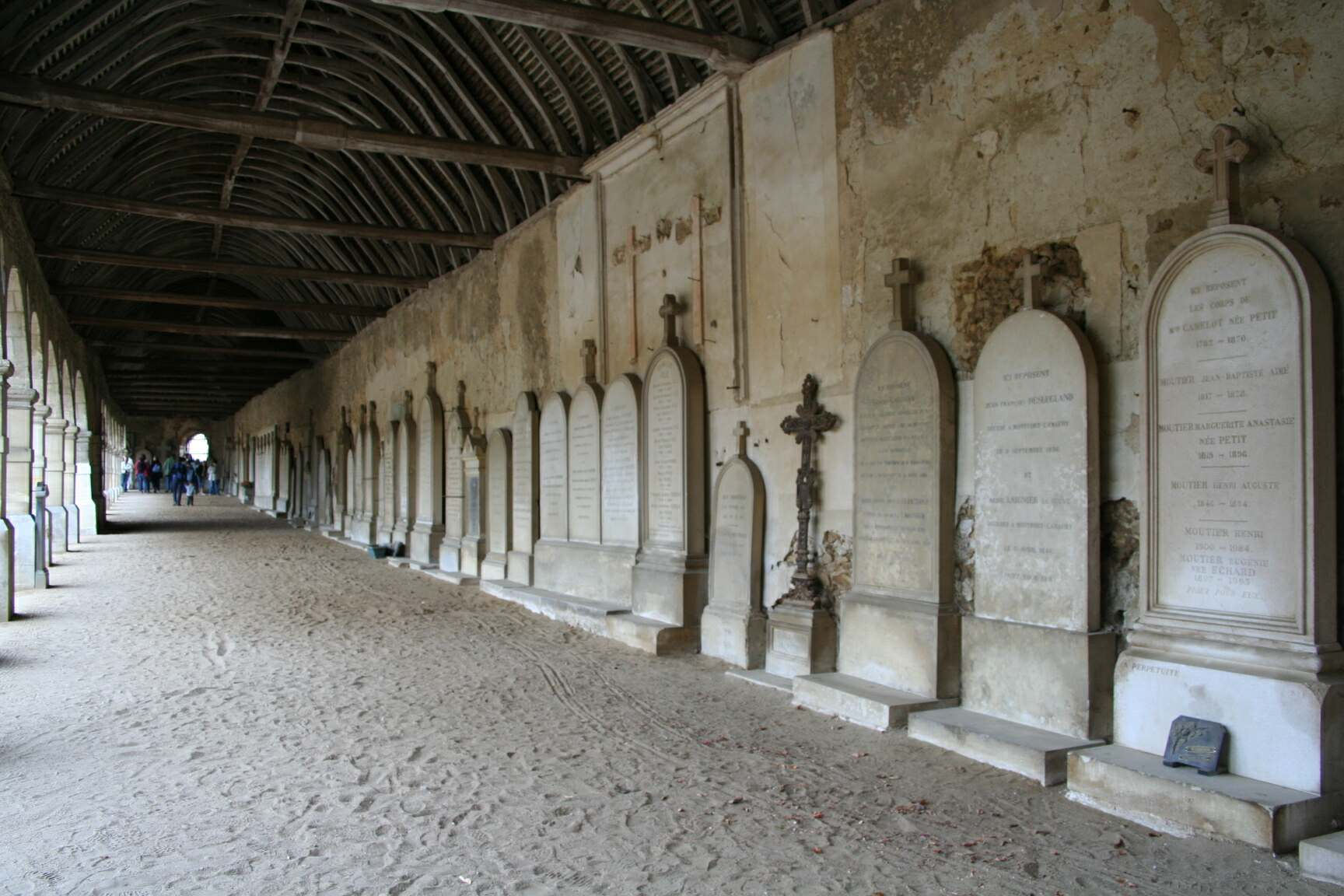
Vue de la galerie d'entrée.
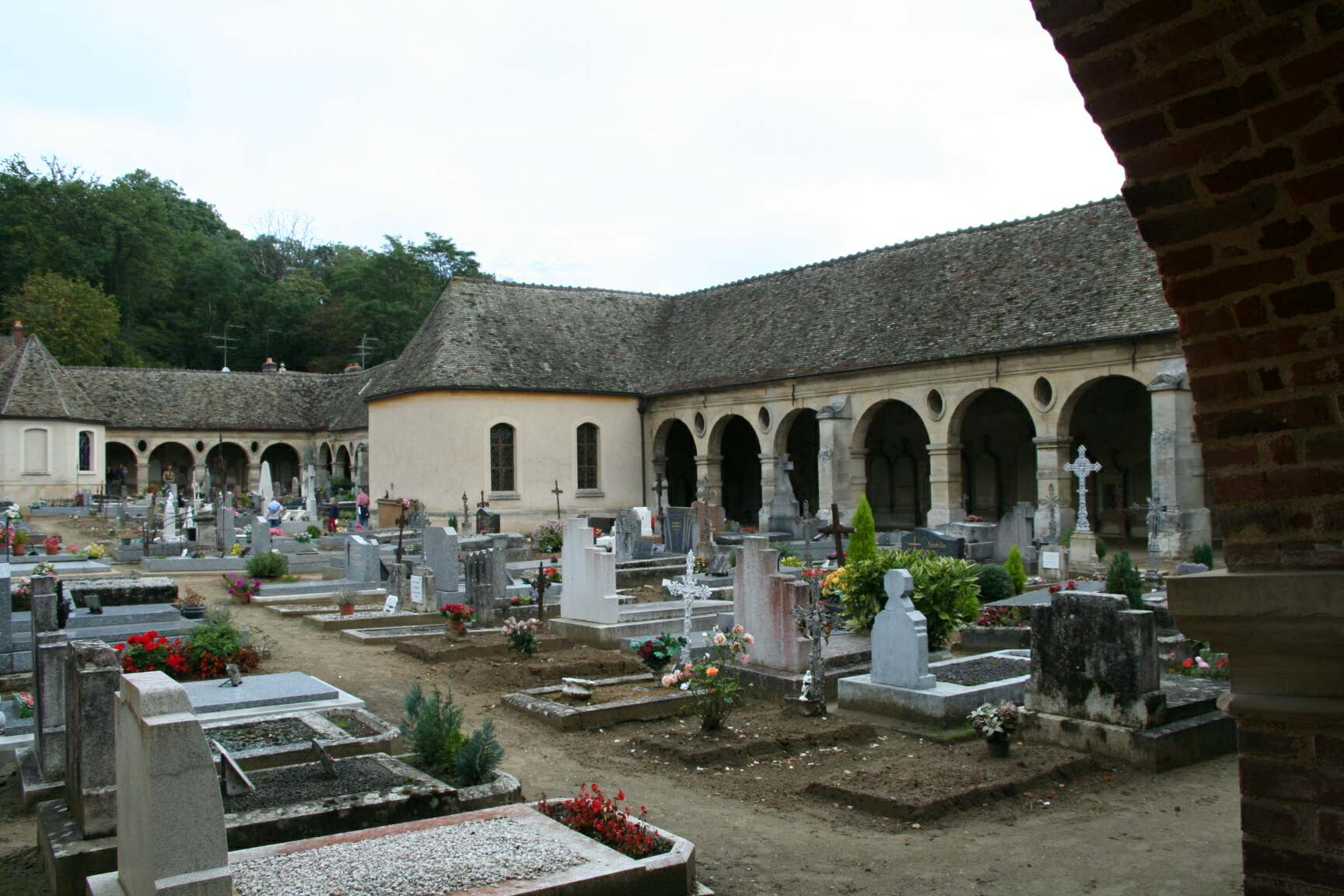
Vue du cimetière.